# Nordenskjöld Basin
Nordenskjöld Basin är en bassäng i Antarktis. Den ligger i havet utanför Östantarktis. Nya Zeeland gör anspråk på området. Uppkallad efter den svenske polarforskaren Otto Nordenskjöld.